# Penn & Teller
Penn & Teller (Penn Jillette e Teller) são uma dupla de ilusionistas e comediantes norte-americanos conhecidos por numerosos programas de televisão e apresentações em palco ao vivo, com aparições desde o fim de 1970. Em suas performances, Penn Jillette é um falastrão, enquanto que Teller geralmente não fala, porém sua voz pode ocasionalmente ser ouvida durante suas performances. O atual show da dupla no Vale Las Vegas amalgama ilusão e comédia. Eles se especializaram em truques sórdidos, exposição de fraudes, e brincadeiras inteligentes. Além do sucesso como ilusionistas, mantendo um show regular no Rio All Suite Hotel and Casino em Las Vegas, tornaram-se conhecidos como debunkers e pela defesa pública do ateísmo, ceticismo e libertarianismo, particularmente através de seu programa de televisão Bullshit!, programa veiculado pelo canal FX com o qual, aliás, ficaram conhecidos no Brasil.

## Carreira
Penn Jillette e Teller foram introduzidos um ao outro por Weir Chrisimer, e eles fizeram seu primeiro show juntos no Renaissance Festival em 19 de Agosto de 1975. Do fim da década de 70 até 1981, Penn, Teller, e Chrisimer se apresentaram como um trio chamado "The Asparagus Valley Cultural Society" (A Sociedade Cultural do Vale Espargos) a qual se apresentou em San Francisco no Phoenix Theater. Este ato foi mais bobo e menos "descolado" do que o ato atual de Penn & Teller. Chrisimer ajudou a desenvolver alguns fragmentos que continuaram, mais notavelmente o truque de "Sombras" do Teller, que envolve uma única rosa vermelha.

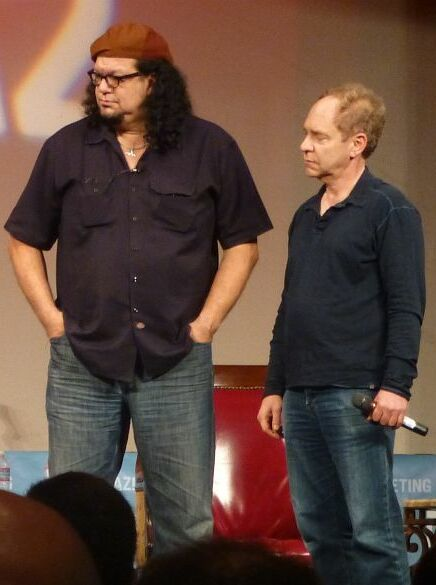
Penn & Teller no palco James Randi no The Amaz!ng Meeting 2012 (TAM-2012) durante a apresentação de sábado: "Penn & Teller - 38 Anos de Magia & BS".

Por volta de 1985, Penn & Teller estavam recebendo um frenesi de reviews pelo show Off Broadway deles e um especial PBS ganhador de prêmio Emmy, Penn & Teller Go Public. Em 1987, eles começaram a primeira de duas execuções bem sucedidas na Teatro da Broadway. Através do fim dos anos 80 e o início dos 90, a dupla fez numerosas aparições televisas tais como Late Night with David Letterman e Saturday Night Live, assim como The Tonight Show with Jay Leno, Late Night with Conan O'Brien, Today, e várias outras.
Penn & Teller tiveram turnês nacionais ao longo dos anos 90, ganhando apreciação da crítica. Eles também fizeram aparições especias na televisão tais como Babylon 5 (o time de comédia Rebo e Zooty), The Drew Carey Show, uns poucos episódios de Hollywood Squares de 1998 até 2004, ABC's Muppets Tonight, FOX's The Bernie Mac Show, um episódio do show de jogo Fear Factor na NBC, NBC's The West Wing, em um episódio de duas partes da temporada final de ABC's Home Improvement em 1998, quatro episódios durante a primeira temporada de Sabrina, the Teenage Witch em 1996, NBC's Las Vegas (série), e Fox's The Simpsons episódios "Hello Gutter, Hello Fadder" e "The Great Simpsina" e em Futurama no filme Futurama: Into the Wild Green Yonder em 2009. Eles também apareceram como Monte de três cartas scam artists no videoclipe para "It's Tricky" por Run-DMC em 1987, e foram expulsos de um quarto de hotel em Las Vegas no videoclipe de "Waking Up in Vegas" por Katy Perry em 2009.
O programa de rede de televisão Showtime deles Bullshit! empregou uma visão cética em relação a psychics, religião, a pseudociência, teorias da conspiração, e o paranormal. Ele deu destaque em segmentos críticos tais como controle de armas, astrologia, Feng Shui, impacto ambiental, PETA, perda de peso, o Americans with Disabilities Act, e a war on drugs.
Em Bullshit!, o duo descreveu as visões políticas e sociais deles como libertárias.
Eles também já se descreveram como teetotalers. O livro deles, Penn & Teller's How to Play in Traffic (Como Brincar Com Sua Comida Por Penn & Teller), explica que eles evitam absolutamente qualquer álcool e outras drogas, incluindo cafeína, porém eles parecem fumar cigarros em alguns vídeos. Penn disse que ele nunca nem provou álcool, e que sua tolerância a certas drogas é tão baixa que seu doutor teve de administrar uma quantidade diminuta de anestésico em proporção a necessária para um homem do tamanho dele ir para cirurgia.
O par escreveu vários livros sobre magia, incluindo Penn & Teller's Cruel Tricks For Dear Friends (Truques Cruéis de Penn & Teller para Amigos Queridos), Penn & Teller's How to Play with Your Food (Como Brincar Com Sua Comida Por Penn & Teller), e Penn & Teller's How to Play in Traffic (Como Brincar em Tráfego por Penn & Teller). Desde 2001, Penn & Teller se apresentaram seis noites por semana (ou como Penn pôs em Bullshit!: "Cada noite da semana ... exceto Sextas!") em Las Vegas no Rio All Suite Hotel and Casino.
Penn Jilette apresenta um Penn Radio, one-hour talk show em dia útil na rede de rádio Infinity Broadcasting's Free FM de 3 de Janeiro de 2006 a 2 de Março de 2007 coapresentado por Michael Goudeau. Ele também apresentou o show de jogo Identity, o qual debuta em 18 de Dezembro de 2006 na NBC.
A nova série de televisão deles Tell a Lie estreou no Discovery Channel em 5 de Outubro de 2011.
Penn & Teller também demonstraram apoio para o Movimento bright e são agora listados na página principal do movimento na seção Enthusiastic Brights. De acordo com o artigo na revista Wired, as placas deles são customizadas com os dizeres "Ateísta" e "Sem deus", e quando Penn assina autógrafos, ele frequentemente escreve "não há nenhum Deus" com a sua assinatura.

## Relacionamento fora do palco
Penn Jillette  disse ao entrevistador Larry King que uma grande parte do sucesso e longevidade da dupla é devido a eles nunca terem sido amigos próximos. Eles se respeitam como parceiros nos negócios e gostam imensamente de trabalhar juntos, mas têm pouco em comum além da mágica. Como um resultado de seus estilos de vida e interesses drasticamente diferentes, eles raramente socializam ou interagem fora do trabalho.

## Truques

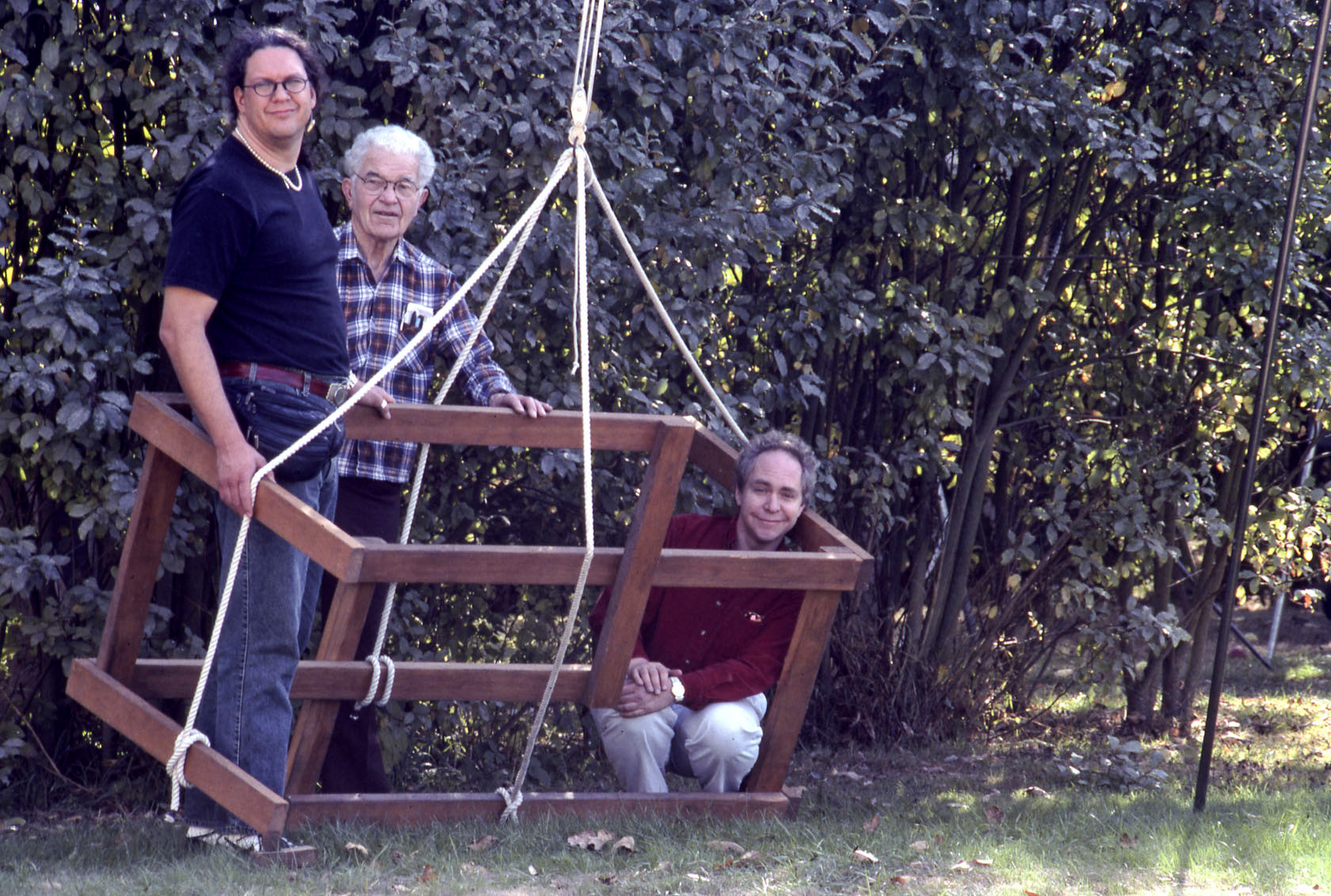
Teller & Penn visitam o Castelo do Caos com Jerry Andrus

Seus truques incluem Teller sendo suspenso de cabeça para baixo sobre uma almofada com pregos numa camisa de força, Teller submerso num grande contêiner de água, Teller sendo atropelado por um trator e Teller balançando e passando através das mãos de Penn. Muitos dos seus efeitos dependem pesadamente de apelo chocante e violência, apesar de apresentados de maneira humorística.
Penn e Teller apresentam sua própria adaptação da famosa ilusão bullet catch. Cada um simultaneamente dispara uma arma contra o outro através de pequenos painéis de vidro e então "pegam" a bala do outro com suas próprias bocas. Eles também tem uma seleção de card tricks em seu repertório, virtualmente todos envolvendo o force do Three of Clubs num membro insuspeito da audiência devido a esta cartada ser fácil de espectadores identificarem em câmeras de televisão.
Um de seus truques mais recentes, eles usam uma arma de pregos cujo pente tem uma quantidade de pregos faltando na série de pregos em seu  pente. Penn começa atirando vários pregos aparentemente reais contra uma tábua a sua frente. Ele então prossegue atirando pregos contra a palma da sua mão várias vezes, sem sofrer nenhum dano. Seu padrão fica cada vez mais complexo enquanto ele oscila entre atirar "em branco" na sua mão e atirar pregos contra a tábua. Enquanto se apresenta ele diz que o truque é apenas um truque de memorização, e explica que o fato de ele não hesitar quando ele poderia estar atirando um prego em sua própria mão deve ser um sinal que o truque não é verdadeiramente perigoso. Mais tarde Penn mudou as suas falsas alegações de memorização por uma explicação mais honesta, permitindo ao público entender o uso do ritmo da arma de pregos sem medo de um acidente sério.
Um truque introduzido em 2010 é uma versão moderna do escapar o saco, trocando o saco tradicional por um saco preto de lixo cheio de hélio. Teller é colocado dentro do saco que é então bombeado completamente com hélio e selado por um membro da audiência. Para a fuga, a audiência é cega por uma luz brilhante por um segundo e quando eles são capazes de ver novamente, Teller escapou do saco e Penn ainda está segurando-o, ainda cheio de hélio, acima de sua cabeça, antes de liberá-lo para flutuar até o teto. O duo esperava por este truque em seu mini-tour em Londres; entretanto, foi primeiro apresentado ao público em seu show em Las Vegas em 18 de Agosto de 2010. Em Junho de 2011, Penn e Teller apresentaram este truque pela primeira vez no Reino Unido em seu ITV show Fool Us.

## Homenagens
Em 5 de Abril de 2013, eles foram homenageados com a 2.494ª estrela na Calçada da Fama de Hollywood pelas suas conquistas em uma carreira de mais de 35 anos de apresentações ao vivo. A estrela está localizada poucos passos da estrela lendária de Houdini e logo depois na rua do histórico The Magic Castle.

## Filmografia
| Ano  | Título                                        | Papel        | Notas                                            |
| ---- | --------------------------------------------- | ------------ | ------------------------------------------------ |
| 1986 | My Chauffeur                                  | Bone & Abdul |                                                  |
| 1987 | Penn & Teller's Cruel Tricks for Dear Friends | Eles mesmos  | Diretamente em vídeo                             |
| 1989 | Penn & Teller Get Killed                      | Eles mesmos  | Diretamente em vídeo                             |
| 1991 | The Eyes Scream: A History of the Residents   | Eles mesmos  | Diretamente em vídeo                             |
| 1999 | Fantasia 2000                                 | Eles mesmos  | Apresentando o segmento "Aprendiz de Feiticeiro" |
| 2005 | The Aristocrats                               | Eles mesmos  | Penn também co-dirigiu o filme                   |

### Televisão
| Ano       | Título                                 | Papel                   | Notas                                                                                                |
| --------- | -------------------------------------- | ----------------------- | --- |
| 1985      | Penn & Teller Go Public                | Eles mesmos             | Filmado e televisionado pela primeira vez em KCET Los Angeles                                        |
| 1985 1986 | Saturday Night Live                    | Eles mesmos             | 7 Episodes                                                                                           |
| 1993      | Live from AT&T Bell Labs               | Eles mesmos             | Televisionado apenas para Escolas Americanas via satelite                                            |
| 1994      | The Unpleasant World of Penn & Teller  | Eles mesmos             | |
| 1995      | Phobophilia                            | Eles mesmos             | |
| 1995 1997 | The Drew Carey Show                    | Archibald Fenn & Geller | 2 Episódios: "Drew se encontra com Advogados" e "Veja Drew Correr"                                   |
| 1995 2008 | The Tonight Show with Jay Leno         | Eles mesmos             | 4 Episódios: 14 Novembro 1995, 27 Novembro 1998, 13 Maio 2004, 25 Novembro 2008                      |
| 1996 1997 | Sabrina, the Teenage Witch             | Drell & Skippy          | Episódios: "Piloto", "Coisas Terríveis", "O Não-Sonho de Jenny", "Primeiro Beijo"                    |
| 1997      | Friends                                | Vendedores              | Episódio: "Aquele com as 'Algemas"                                                                   |
| 1997      | Muppets Tonight                        | Eles mesmos             | Episódio: "O Episódio Gary Cahuenga"                                                                 |
| 1997 2003 | Late Night with Conan O'Brien          | Eles mesmos             | 3 Episódios: 16 Outubro 1997, 7 Junho 2000, & 23 Janeiro 2003                                        |
| 1998      | Babylon 5                              | Rebo & Zooty            | Episódio: "Dia dos Mortos"                                                                           |
| 1998 1999 | Penn & Teller's Sin City Spectacular   | Eles mesmos             | 24 Episódios                                                                                         |
| 1998 2000 | The Daily Show with Jon Stewart        | Eles mesmos             | 2 Episódios: 13 Agosto 1998, 5 Junho 2000                                                            |
| 1998 2004 | Hollywood Squares                      | Eles mesmos             | 60 Episódios                                                                                         |
| 1999      | Home Improvement                       | Eles mesmos             | Episódio: "Altura dos Joelhos"                                                                       |
| 1999 2011 | The Simpsons                           | Eles mesmos             | Episódios: "Gutter, Hello Fadder", "The Great Simpsina"                                              |
| 2002      | ¡Mucha Lucha!                          | Eles mesmos             | "O Retorno de El Maléfico"                                                                           |
| 2002      | Grand Illusions: The Story of Magic    | Eles mesmos             | Discovery Channel documentário                                                                       |
| 2002      | Fear Factor                            | Eles mesmos             | Episódio: "Fator de Medo de Celebridade 3"                                                           |
| 2003      | Las Vegas (série)                      | Eles mesmos             | Episódio: "Sorte seja uma mulher"                                                                    |
| 2003      | Penn & Teller's Magic and Mystery Tour | Eles mesmos             | Mini-série de três partes                                                                            |
| 2003      | The Bernie Mac Show                    | Eles mesmos             | Episódio: "Jordan Mágico"                                                                            |
| 2003 2010 | Penn & Teller: Bullshit!               | Eles mesmos             | 89 Episódios                                                                                         |
| 2004      | The West Wing                          | Eles mesmos             | Episódio: "No Quarto"                                                                                |
| 2004 2010 | Last Call with Carson Daly             | Eles mesmos             | 6 Episódios: 13 Julho 2004, 16 Novembro 2005, 5 Abril 2007, 16 Junho 2008, 5 Abril 2010, 5 Maio 2010 |
| 2005      | Penn & Teller: Off the Deep End        | Eles mesmos             | Feito para NBC, televisionado em 13 de Novembro, 2005                                                |
| 2007 2008 | Late Show with David Letterman         | Eles mesmos             | 2 Episódios: #15.32, #15.113                                                                         |
| 2009      | Futurama: Into the Wild Green Yonder   | Eles mesmos             | |
| 2009      | The Great American Road Trip           | Eles mesmos             | Convidados                                                                                           |
| 2010      | FETCH! with Ruff Ruffman               | Eles mesmos             | Eles ensinaram um dos participantes do show, Rubye, a realizar truques de mágica                     |
| 2011      | Cash Cab                               | Eles mesmos             | Participantes convidados para jogar pela caridade                                                    |
| 2011      | Penn & Teller: Fool Us                 | Eles mesmos             | 9 Episódios, ITV1                                                                                    |
| 2011      | Tell a Lie                             | Eles mesmos             | |

### Livros
- Penn & Teller's How to Play in Traffic (1997, ISBN 1-57297-293-9)
- Penn & Teller's How to Play with Your Food (1992, ISBN 0-679-74311-1)
- Penn & Teller's Cruel Tricks for Dear Friends (1989, ISBN 0-394-75351-8)
- Sock  2004, ISBN 0-312-32805-2 (Penn Jillette como único autor)
- How to Cheat Your Friends at Poker: The Wisdom of Dickie Richard 2006, ISBN 0-312-34905-X (Penn Jillette e Mickey D. Lynn)
- When I'm Dead All This Will Be Yours: Joe Teller—A Portrait By His Kid 2000, ISBN 0-922233-22-5 (Teller como único autor)

## Outras mídias

### Música
- "The Horse You Rode In On" por Pigface (Apenas Penn Jillette)
- "Spookshow" por Adil Omar (Apenas Penn Jillette)
- "Penn & Teller Present: Music to Look at Boxes By" (Com Mike "Jonesy" Jones)
- "Never Mind the Sex Pistols" por Bongos, Bass, & Bob (Penn Jillette com Dean J Seal e Bob "Running" Elk)
- "Tattoo of Blood" por the Captain Howdy (Penn Jillette com Mark Kramer)
- "Money Feeds My Music Machine" pelo Captain Howdy (Penn Jillette com Mark Kramer)
- "It's Tricky" por Run-D.M.C. (Penn & Teller são mostrados ao longo do vídeo e no fim parecem assumir o controle da personalidade de Run–D.M.C.)
- "Waking up in Vegas" por Katy Perry (Penn & Teller são chutados para fora do quarto de hotel deles por Perry e seu namorado. Eles mais tarde chutam Perry para fora de novo.)

Jillette também fez turnê com the Residents durante o Mole Show, e apresentou o 10º Especial de Aniversário da Rádio Ralph Records em 1982. Há alguma controvérsia moderada e confusão ao redor disto. Enquanto a premissa do 10º Especial de Aniversário da Rádio girava ao redor de Jillette não ter nunca ouvido falar da marca ou qualquer uma das bandas nela (the Residents inclusos), ele foi creditado como um colaborador no álbum de 1981 Mark of the Mole, e ele pode ser ouvido dando boletins de notícias na primeira faixa. Isto levou alguns a especular que Jillette pode ter sido um Resident até algum ponto.

### Teatro
Em 2008 Teller co-dirigiu a produção Macbeth no Red Bank, Nova Jersey e Washington, DC.

### Video games
- Penn & Teller's Smoke and Mirrors 1995 – Absolute Entertainment para Sega CD & 3DO (não lançado)
- Sabrina, the Teenage Witch: Spellbound 1998 – Simon & Schuster para PC – Vozes para Drell & Skippy
- Desert Bus 2011 – Amateur Pixels
- Borderlands 3 2019 – 2K Games & Gearbox – Vozes para Pain & Terror

O jogo de vídeo game de 1995 Penn & Teller's Smoke and Mirrors continha um mini-jogo incomum chamado Desert Bus em que o jogador dirigia por uma rota de ônibus realística entre Tucson e Las Vegas. Este mini-jogo se tornou popular devido ao fato de imitar um percurso real de 8 horas de ônibus. Ao chegar ao destino, o jogador ganha 1 ponto e, se desejar, pode então dirigir a rota de retorno. O jogo foi considerado por alguns longo e chato, mas encontrou um público cult devido a estranheza da ideia que o trasnformaram em uma forma para levantar fundos para a cardiade.
O jogo tem sido usado desde então como um evento de caridade anual chamado "Desert Bus for Hope" (Ônibus Deserto pela Esperança) conduzido pelo website desertbus.org. O site convida celebridades para jogar o jogo transmitido ao vivo online, com todos rendimentos sendo doados para Child's Play. Em 14 de Novembro, 2011 um iOS port do Ônibus Deserto foi criado e lançado na loja iTunes. O jogo foi desenvolvido em conjunto com o evento Ônibus Deserto pela Esperança e todo lucro do jogo é doado para caridade.

### Atrações
- "Penn and Teller: New(kd) Las Vegas 3D", é um futuro Halloween Horror Nights maze em colaboração com o Universal Orlando Resort. Ele apresenta uma estória de fundo onde Las Vegas sendo destruída pelo último truque de mágica de Penn & Teller envolvendo uma ogiva nuclear que não deu certo.